# Cesare Pavese
Cesare Pavese född 9 september 1908 i Santo Stefano Belbo, död 27 augusti 1950 i Turin, var en italiensk författare, litteraturkritiker och översättare. 

## Biografi
Pavese rörde sig i antifascistiska kretsar och arresterades och dömdes 1935 för innehav av brev från en politisk fånge. Ett år senare var han åter tillbaka i Turin där han arbetade för förläggaren Einaudi.
Efter andra världskriget blev han medlem i det italienska kommunistpartiet och arbetade på dess tidning L'Unità.
Trots framgångar som diktare och en ombonad tillvaro led han livet igenom av melankoli och en oförmåga att engagera sig mänskligt och politiskt. Ensamhet är huvudtemat både i hans lyrik och realistiska romaner som Månen och eldarna (1950, översatt samma år). År 1950 begick han självmord och vägen dit kan följas i en postumt utgiven dagbok. 

## Svenska översättningar
- Månen och eldarna (La luna e i falò) (översättning Erik Michaëlsson, Almqvist & Wiksell/Geber, 1954)
- Katterna kommer att förstå (översättning Ingamaj Beck, Coeckelberghs, 1976)
- Innan tuppen gal (Prima che il gallo canti) (översättning Ervin Rosenberg) (Modernista, 2010)

## Priser och utmärkelser
- Stregapriset 1950